# Carcasse (chanson)
Pour les articles homonymes, voir Carcasse.
Pistes de Dans la vie en vrai
La Vaisselle Sur un fil
Carcasse est une chanson d'Anne Sylvestre parue en 1981 dans l'album Dans la vie en vrai.

## Historique
Elle sort dans le quatorzième album d'Anne Sylvestre, en 1981. La chanteuse s'approche alors doucement de la cinquantaine : « Sur toi le temps laisse des traces ».

## Thématique
Carcasse parle du rapport avec son propre corps, qui nous accompagne toute notre vie, et de « l'acceptation de soi-même ».

« Dans Carcasse, c’est l’esprit qui dialogue avec le corps. D’une seule et même personne, elle en imagine deux, à la fois sœurs et étrangères. Mais là encore, les contraires (apparemment contraires) s’accordent : qu’ils osent se regarder et le conflit cède à l’harmonie. »

## Réception
Dans Télérama, la journaliste Valérie Lehoux cite Carcasse parmi les réussites d'Anne Sylvestre : « Une sorcière comme les autres, Flou, Carcasse… on doit à cette femme des morceaux gigantesques d'intelligence et de subtilité ».